# Donzenac
 Donzenac  (en occitano Donzenac) es una comuna y población de Francia, en la región de Lemosín, departamento de Corrèze, en el distrito de Brive-la-Gaillarde. Es la cabecera del cantón de su nombre, aunque Allassac tiene mayor población.
Su población en el censo de 2008 era de 2440 habitantes.
Está integrada en la Communauté de communes des trois A: A20, A89 et Avenir.
Forma parte del Camino de Santiago. Durante la Guerra de los Cien años fue una plaza muy disputada. En la actualidad se encuentra en el cruce de los ejes de autopistas que unen París con Toulouse (A20) y Burdeos con Lyon (A89).

## Demografía
| 2503 | 2069 | 2059 | 1884 | 1795 | 1908 | 2050 | 2147 | 2440 |
| Para los censos de 1962 a 1999 la población legal corresponde a la población sin duplicidades (Fuente: INSEE [Consultar]) |      |      |      |      |      |      |      |      |